# フレデリック E.ハイド・フィヨルド
座標: 北緯83度04分 西経31度15分 / 北緯83.067度 西経31.250度

フレデリック E.ハイド・フィヨルドの位置

フレデリック E.ハイド・フィヨルド（Frederick E. Hyde Fjord）は、グリーンランド北東部のピアリーランドにあるフィヨルドである。
全長約150kmで、北極海に向かって東に開いている。北東グリーンランド国立公園の中にある。